# لا لاندي باتري (أورن)
لا لاندي باتري  هي بلدية في أورن في شمال غرب فرنسا.